# Beuvron (Nièvre)
Beuvron é uma comuna francesa na região administrativa da Borgonha-Franco-Condado, no departamento de Nièvre. Estende-se por uma área de 9.50 km². Em 2010 a comuna tinha 80 habitantes (densidade: 8,4 hab./km²).